# Хоккейная драка в Пьештянах
Хоккейная драка в Пьештянах (англ. Punch-up in Piestany) — массовая драка между канадскими и советскими хоккеистами в последний день чемпионата мира среди молодёжных команд 1987 года в городе Пьештяни, Чехословакия, 4 января 1987 года. Драка началась на 14-й минуте второго периода при счёте 4:2 в пользу канадцев. Канадцам для выигрыша чемпионата нужна была победа с разницей в три шайбы и более. Просто победа обеспечивала команде серебро. Сборная же СССР ни на что не претендовала, неудачно проведя часть предыдущих игр.

## Предисловие
Ещё до начала матча было ясно, что он может закончиться плохо. Команды не питали друг к другу тёплых чувств, продолжая традиционное непримиримое противостояние канадского и советского хоккея. Защитник молодёжной сборной СССР Вадим Мусатов позже рассказывал, что перед матчем в раздевалку зашёл сам Анатолий Тарасов и дал напутствие: «Можно проиграть чемпионат мира, но канадцев надо победить обязательно! Выбили тебе глаз — вставь его на место и беги за канадцем, не дай ему бросать по воротам!».
«Тарасов сказал, что если мы испугались канадцев, то должны заканчивать с хоккеем. И когда мы вышли на лёд, мы были готовы к войне. Ещё перед раскаткой канадцы стали кричать в нашу сторону гадости, мы едва не подрались в подтрибунном помещении», — рассказывал Александр Гальченюк.
На раскатке канадцы принялись выводить советских хоккеистов из себя. «Мы катались и орали друг на друга, все были на взводе. Мы орали: „Идите в задницу, чёртовы коммуняки!“, они орали на нас в ответ», — вспоминал вратарь канадцев Шон Симпсон.
Жёстко играли обе команды — удары клюшками по рукам, толчки в спину…

## Ход встречи и последствия
Игрок № 10 канадской команды Тео Флёри открыл счёт на пятой минуте первого периода. При этом Флёри прокатился мимо скамейки СССР и сделал вид, будто расстреливает соперников из клюшки, как из ружья. Спустя несколько секунд Сергей Шестериков в ходе добивания сравнял счёт. После упорной борьбы канадцам удалось выйти вперёд: в одиночку оказавшись против советских защитников, канадский 22-й номер Дэвид Латта метким броском переиграл вратаря Валерия Иванникова. В конце первого периода Флёри оформил дубль, увеличив разрыв — 3:1.
С таким счётом команды отправились на перерыв. Обе команды отметились активной игрой. Сборная СССР играла в техничный хоккей, владела шайбой, организовывала быстрые контратаки, создавая немало острых моментов у ворот соперника. Несколько раз ситуацию спасал вратарь канадцев Джимми Уэйт.
Короткие жёсткие потасовки возникали у ворот соперников, как в первом, так и во втором периодах, но судьям удавалось гасить их довольно быстро.
Вскоре после начала второго периода встречу приостановили и объявили минуту молчания по четверым юниорам хоккейной команды «Свифт-Каррент Бронкос» Тренту Крессу, Скотту Крюгеру, Крису Мантике и Бренту Раффу, которые незадолго до этого, 30 декабря 1986 года, погибли в аварии клубного автобуса по пути в канадский город Реджайна на игру с «Реджайна Пэтс». Зрители встали, хоккеисты сборных Канады и СССР в знак скорби и сочувствия сняли каски.
После мемориальной акции игра продолжилась. Канадцам удалось забрать инициативу, сборная СССР была вынуждена обороняться, Валерию Иванникову несколько раз пришлось спасать ворота своей команды. На шестой минуте после обоюдного удаления каждая команда осталась играть вчетвером. После чего игра выровнялась, сборной СССР удалось организовать контратаки. В ходе одной из них защитник советской сборной Дмитрий Цыгуров точным ударом от синей линии с паса отправил шайбу в ворота канадцев: 3:2. Но ошибка в своей зоне защитника сборной СССР вскоре стоила команде ещё одной пропущенной шайбы: перехватив неловкую передачу, игрок канадцев  Стив Немет (№ 19) оказался один на один с вратарём и направил шайбу в левый верхний угол: 4:2. Тем не менее, острые моменты игры всё чаще стали возникать на стороне канадцев: сборная СССР уверенно прорывалась в зону соперника и пыталась взять ворота.
Стычка, перешедшая в массовую драку, началась в зоне советских ворот, у правой точки вбрасывания, после того, как спешивший к летевшей от борта шайбе советский хоккеист Сергей Шестериков, настигаемый Эвереттом Сенайпассом, упал на лёд. Догоняя, соперник несколько раз ткнул советского игрока клюшкой в спину, что спровоцировало падение. Инцидент обернулся дракой сразу трёх, а вскоре и всех пяти пар игроков.
Через минуту к игрокам, находившимся на площадке, присоединились также запасные. Вратарь канадцев Шон Симпсон, в этом матче остававшийся на скамейке, приехал и напал на не участвовавшего до того в драке Иванникова, повалив его на лёд и нанося удары. После того, как судьи не смогли восстановить порядок на льду, свет на арене был выключен. «Я думал, что всё на этом закончится, но не тут-то было, — говорил игрок сборной Канады Брендан Шэнахэн. — Официальные лица не знали, что делать. Взрослые махнули на нас рукой, а на льду остались напуганные подростки, которые не могли собрать все мысли воедино».
От участия в драке воздержались нападающие Стив Немет, Пьер Тюржон и вратарь Джимми Уэйт.
Через некоторое время администрация приняла решение привлечь полицию. Команды удалось уговорить покинуть ледовую арену и проследовать в раздевалки. Сборным Канады и СССР дали полчаса, чтобы собрать там свои вещи, после чего под конвоем военных развезли команды по разным городам в отели, а наутро — в аэропорты. Результат матча аннулировали, и канадская сборная осталась без потенциальных золотых медалей.
После драки Международная федерация хоккея с шайбой дисквалифицировала всех игроков на 18 месяцев, а тренеров команд — на 3 года. Позже наказание смягчили, сократив дисквалификацию до шести месяцев, что позволило некоторым игрокам участвовать в 1988 году в турнире, проходившем в Москве. На этом турнире канадцы выиграли золотые медали, а советские хоккеисты завоевали серебро.
Драка резко подняла престиж чемпионата мира среди молодёжных команд в Канаде. Несколько игроков, участвовавших в той драке, впоследствии стали звёздами Национальной хоккейной лиги. Среди них Теорен Флёри, Брендан Шэнахэн, Глен Уэсли, Пьер Тюржон, Сергей Фёдоров, Александр Могильный, Владимир Константинов, Владимир Малахов.

## Составы команд
Из 20 игроков сборной Канады, игравших в том матче, 19 впоследствии играли в НХЛ. До 1988 года единственным представителем СССР в НХЛ был Виктор Нечаев. Игроки этого матча будут в первой волне игроков из восточного блока в НХЛ после падения железного занавеса. Пятеро из них станут обладателями Кубка Стэнли.
Арбитры: главный — Ханс Рённинг (Норвегия), ассистенты — Горский (Польша), Помоелл (Финляндия).
| №  | Хоккеист           | Амплуа |
| -- | ------------------ | ------ |
| 1  | Шон Симпсон        | Вр     |
| 2  | Грег Хоугуд        | Защ    |
| 3  | Глен Уэсли         | Защ    |
| 4  | Стив Чейссон       | Защ    |
| 5  | Крис Джозеф        | Защ    |
| 6  | Керри Хаффмен      | Защ    |
| 8  | Люк Ричардсон      | Защ    |
| 9  | Ивон Корриво       | Нап    |
| 10 | Теорен Флёри       | Нап    |
| 11 | Майк Кин           | Нап    |
| 12 | Эверетт Сейнайпасс | Нап    |
| 14 | Дэйв Макллвэйн     | Нап    |
| 15 | Пэт Эленайк        | Нап    |
| 16 | Скотт Меткалф      | Нап    |
| 18 | Брендан Шэнахэн    | Нап    |
| 19 | Стив Немет         | Нап    |
| 20 | Пьер Тюржон        | Нап    |
| 21 | Стефан Руа         | Нап    |
| 22 | Дэвид Латта        | Нап    |
| 30 | Джимми Уэйт        | Вр     |

| №  | Хоккеист              | Амплуа | Команда         |
| -- | --------------------- | ------ | --------------- |
| 1  | Вадим Привалов        | Вр     | —               |
| 3  | Дмитрий Цыгуров       | Защ    | СК им. Урицкого |
| 4  | Андрей Смирнов        | Защ    | СКА МВО         |
| 7  | Игорь Монаенков       | Защ    | Химик           |
| 8  | Александр Могильный   | Нап    | ЦСКА            |
| 9  | Сергей Фёдоров        | Нап    | ЦСКА            |
| 10 | Валерий Зелепукин     | Нап    | Химик           |
| 11 | Александр Керч        | Нап    | Динамо Рига     |
| 12 | Дмитрий Медведев      | Нап    | Динамо Минск    |
| 15 | Александр Гальченюк   | Нап    | Динамо Минск    |
| 16 | Сергей Шестериков     | Нап    | Торпедо Горький |
| 17 | Антон Загородний      | Нап    | Кристалл С      |
| 19 | Валерий Попов         | Нап    | Трактор         |
| 20 | Валерий Иванников     | Вр     | СКА Свердловск  |
| 21 | Сергей Осипов         | Нап    | Автомобилист    |
| 22 | Евгений Давыдов       | Нап    | Трактор         |
| 24 | Владимир Константинов | Защ    | ЦСКА            |
| 26 | Владимир Малахов      | Защ    | Спартак М       |
| 27 | Павел Костичкин       | Нап    | ЦСКА            |
| 28 | Вадим Мусатов         | Защ    | СКА МВО         |